# توبياس روز
توبياس روز (بالألمانية: Tobias Rose)‏ هو مجدف ألماني، ولد في 29 يونيو 1974 في هامبورغ في ألمانيا.

## وصلات خارجية
- توبياس روز على موقع الاتحاد الدولي للتجديف (الإنجليزية)
- توبياس روز على موقع اللجنة الأولمبية الدولية (الإنجليزية)
- توبياس روز على موقع أوليمبيديا (الإنجليزية)